# Престиж (филм)
„Престиж“ (на английски: The Prestige) е трилър-мистерия от 2006 г. на режисьора Кристофър Нолан, базиран на едноименния роман на Кристофър Прийст от 1995 г.

## Сюжет
Историята следва съперничеството между Робърт Анжие – Великия Дантон (Хю Джакман) и Алфред Бордън (Крисчън Бейл), конкурентни лондонски илюзионисти от края на 19 век. Погълнати от идеята да създадат най-изкусната илюзия, те се впускат в напрегната надпревара с трагични последствия. Във филма участват още Майкъл Кейн, Скарлет Йохансон, Ребека Хол, Анди Съркис, Пайпър Перабо и Дейвид Боуи в ролята на изобретателя Никола Тесла. Епистоларният роман на Прийст е адаптиран от Нолан и брат му, Джонатан Нолан, в типичната за Нолан нелинейна структура на повествованието. Сред изследваните мотиви са двуличност, обсебеност, саможертва и потайност.

## Награди и номинации
Филмът излиза на 20 октомври 2006 г., като получава добри отзиви от публиката и критиката, успешно представяне в боксофиса и две номинации за Оскар за Най-добро операторско майсторство и Най-добра художествена режисура.

## „Престиж“ в България
- На 28 април 2012 г. филмът е излъчен по bTV с дублаж. Екипът се състои от:

| Преводач            | Илияна Йорданова                                                                    |
| Режисьор на дублажа | Чавдар Монов                                                                        |
| Тонрежисьор         | Радослав Колев                                                                      |
| Озвучаващи артисти  | Биляна Петринска Любомир Младенов Даниел Цочев Христо Чешмеджиев Станислав Димитров |